# 平賀一次
平賀 一次（ひらが かずつぐ、1933年2月27日 - 2018年10月24日）は、日本の経営者。秩父小野田社長、太平洋セメントの代表取締役、セメント協会の協会長などを勤めた。山梨県出身。

## 経歴
1958年に東京大学法学部を卒業し、同年に小野田セメントに入社。1989年6月に取締役に就任し、1992年6月に常務、1994年6月に専務を経て、1996年6月には秩父小野田社長に就任。1998年10月に太平洋セメント副会長に就任し、2000年4月に代表取締役、同年年6月に相談役を経て、2006年6月には特別顧問に退いた。セメント協会の元会長。
2018年10月24日老衰のために死去。85歳没。